# Rhodophyta
Las algas rojas o rodófitas (filo Rhodophyta, del griego ῥόδον, «rosa», y φυτόν, «planta») son un importante grupo de algas que comprende unas 7000 especies de una gran diversidad de formas y tamaños. Forman parte de Archaeplastida junto a Glaucophyta (glaucofitas) y Viridiplantae (plantas verdes), el cual es equivalente al reino Plantae en varios sistemas de clasificación.
Clásicamente en algunos sistemas de clasificación se agrupan en el reino Protista. Sin embargo hay que tener en cuenta que ese grupo no es válido ya que es un taxón cajón de sastre (un grupo conformado por los eucariotas que no  encajaban en ninguno de los otros tres reinos eucarióticos).
Se caracterizan por su inmovilidad debido a la carencia o pérdida evolutiva de flagelos en todas las etapas de su ciclo vital. Sus plastos presentan dos membranas, clorofila a y pigmentos accesorios ficobiliproteínas y carotenoides, los cuales enmascaran el color de la clorofila y le dan el color rojo distintivo de estas algas. Están bien representadas en aguas profundas. 
Rhodophyta se origina en el Mesoproterozoico y se divide filogenéticamente en dos clados: Cyanidiophytina y Rhodophytina, los cuales divergieron hace unos 1200 millones de años.

## Cyanidiophytina: algas termoacidófilas

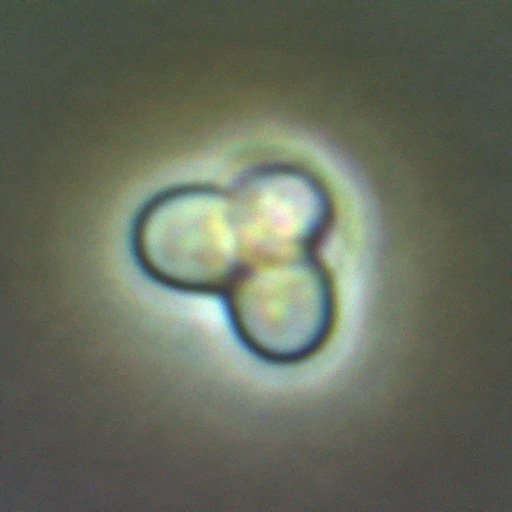
Cyanidioschyzon en plena división celular.

Son un grupo primitivo de pequeñas algas unicelulares esféricas que presentan una coloración similar a las algas glaucófitas que va de verde a verde azulada (o verde cian). Se caracterizan por ser extremófilas debido a su condición termoacidófila (son termófilas e hiperacidófilas), habitando en aguas termales, calderas volcánicas y algunos entornos ácidos producto de la actividad humana, mostrando además resistencia a la presencia de metales tóxicos. 
Su reproducción es asexual por división mitótica, formando en ocasiones endosporas en número 2, 4, 8 y a veces hasta 16 células hijas. Son organismos muy simples y en la mayoría de ocasiones poseen un solo cloroplasto y una sola mitocondria, los cuales se reproducen por división sincronizada entre la célula y estos mismos organelos.
La simplicidad de estas algas estaría en relación con la pérdida evolutiva de genes. Se estima que Cyanidiophytina habría perdido 3 veces más genes que Rhodophytina.

## Rhodophytina: las algas rojas

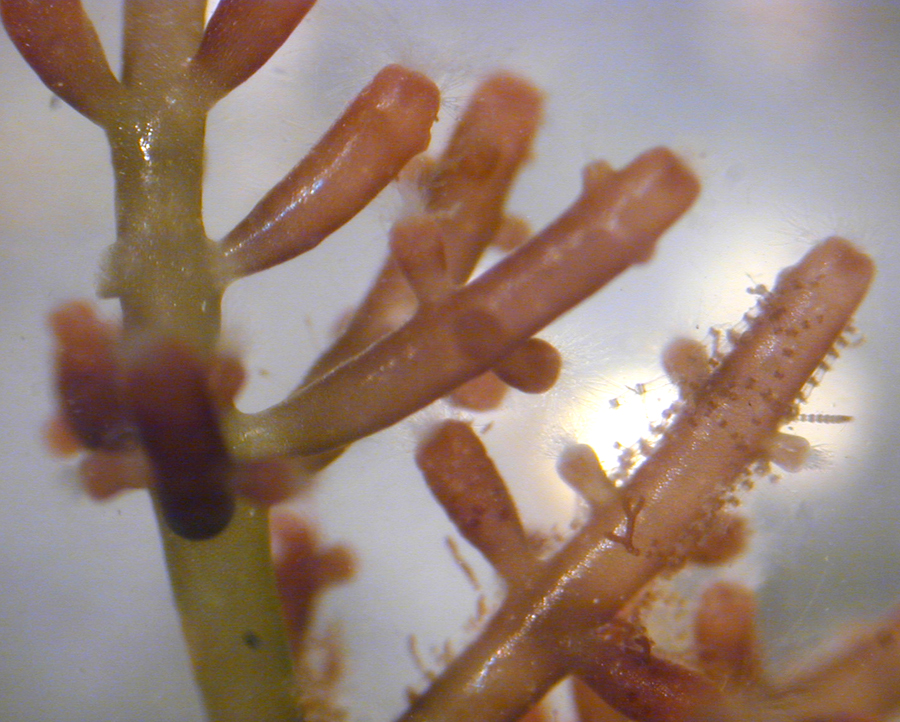
Laurencia, un alga Florideophyceae.

El clado Rhodophytina está conformado por las algas rojas propiamente dicho, con una coloración característica roja dada por el pigmento ficoeritrina. Son prácticamente marinas (solo 164 especies son de agua dulce) y se pueden encontrar en todo tipo de mares. Su ecosistema va desde zonas intermareales hasta zonas muy profundas, dependiendo de la transparencia del agua. Se pueden encontrar a 100 metros de profundidad, alcanzando hasta los 250 metros en casos excepcionales. Son las algas más abundantes en lugares profundos, pues sus pigmentos les permiten captar las longitudes de onda de la luz del Sol que penetran más profundamente en el agua. Estos pigmentos, que absorben la luz azul y reflejan la roja, les dan su característico color rojizo.
Algunas algas rojas, por ejemplo la dulse o el nori, son utilizadas como alimento y usadas para producir agar, carragenanos y otros aditivos alimenticios.

### Ecología
La extensa mayoría de las algas rojas son marinas, aunque existen algunas especies que viven en agua dulce o en el suelo. Son de vida libre, epífitas o epizoicas y se conocen algunas formas parásitas. Algunas especies crecen utilizando como sustrato las algas pardas (que suelen ser más grandes) o sobre las conchas de mejillones y gasterópodos. Algunas son simbiontes de foraminíferos bentónicos, mientras que otras tienen plastos vestigiales y se ven obligadas a parasitar otras rodofitas. En el grupo se incluye muchas macroalgas notables, entre las que se encuentran la mayoría de las algas coralinas que secretan carbonato de calcio y cumplen un papel crucial en la formación de los arrecifes de coral. Estas formas coralinas pueden ser difíciles de distinguir de los corales.
Las algas rojas suelen vivir en la zona litoral relativamente estrecha que bordea la placa continental. Como consecuencia de los pigmentos que presentan, pueden captar la luz a profundidades mayores que otros tipos de algas. Como ejemplo extremo, se han encontrado rodofitas viviendo en las laderas de una montaña submarina a la profundidad de 268 m, donde solo es capaz de penetrar el 0,001 % de la luz de la superficie. Se las encuentra en todas las latitudes, preferentemente en aguas tropicales y templadas, donde constituyen las algas más abundantes. En las aguas polares y subpolares hay pocas especies y dominan las algas verdes y pardas.

### Morfología
Algunas de las especies de algas rojas son unicelulares, pero la mayoría son pluricelulares creciendo en forma de filamentos o láminas membranosas, que suelen tener algún tipo de consolidación, alcanzado el grado de organización seudoparenquimatoso. Pueden existir como cilindros muy finos, ramificados en forma de arbolillo o como láminas enteras o divididas. El talo normalmente se construye mediante la agregación de numerosos filamentos, dando lugar a estructuras cilíndricas o laminares de hasta 1 m de longitud, pero que nunca alcanzan la complejidad de las algas pardas. Su tamaño es también menor al de las algas pardas más grandes. El crecimiento normalmente se produce mediante la división de la célula apical, que puede ser multinucleada. 
Además como estructuras especializadas presentan rizoides que van desde filamentos simples hasta discos formados por la agrupación convergente de los filamentos en la base del alga. Los zarcillos son transformaciones de las ramas terminales cuya función es la adhesión a otras ramas de la misma alga, a algas mayores o a otros elementos. Como estructuras reproductoras se presentan esporangios (que forman esporas) y gametangios (que forman los gametos). Existen también células vesiculares o secretoras de sustancias que presentan una gran diversidad en su composición química.
En la mayoría de las algas rojas existen poros septales o de conexión (sinapsis) entre las células. Puesto que el crecimiento apical es la norma en las algas rojas, la mayoría de las células tienen dos poros primarios, uno a cada célula adyacente. Los poros que no se derivan de una división celular se denominan secundarias y se producen cuando se fusionan células adyacentes. Después de la formación del poro, la conexión citoplasmática es bloqueada mediante la formación de un tapón de proteínas que puede funcionar tanto como refuerzo estructural como de vía de comunicación de célula a célula. En el refuerzo estructural también tienen importancia los mucílagos que se acumulan en las paredes celulares, compactando tanto los filamentos axiales con los contiguos.

### Cloroplastos y otros elementos celulares
Las rodofitas son fotosintéticas y sus cloroplastos (llamados rodoplastos) presentan algunas características específicas de su grupo. Están rodeados por dos membranas y se supone procedentes de la endosimbiosis primaria de una cianobacteria, al igual que los de las plantas verdes y las glaucofitas. Sin embargo, presentan características diferenciadas, por lo que las rodofitas se clasifican como grupo aparte. 
Los rodoplastos contienen clorofila a, además de los pigmentos accesorios ficobiliproteínas (ficoeritrina y ficocianina) y carotenoides. Las rodofitas son los únicos protistas fotosintéticos que presentan ficoeritrina. Antiguamente se creía que algunas especies contenían también clorofila d, pero recientemente se ha descubierto que esta clorofila procede de una cianobacteria, Acaryochloris marina, que vive epifita sobre estas algas. Los tilacoides son solitarios, sin apilar y algunas veces hay uno o dos tilacoides periféricos. Se caracterizan por la presencia de ficobilisomas que contienen ficobiliproteínas en la superficie de los tilacoides y ausencia de almidón en los cloroplastos, usando como material de reserva almidón de florídeas (de estructura semejante a la amilopectina) extraplastidial, en gránulos en el citoplasma, próximos al cloroplasto. Pueden presentar o no pirenoides, usualmente en los grupos basales en el primer caso. Los pigmentos les confieren un color rojo o rojizo, generalmente. 
Las rodofitas son organismos siempre inmóviles, pues carecen de células flageladas en todas las etapas de su ciclo vital. Sus células también carecen de centriolos, centrosomas y de cualquier otra estructura que implique una organización 9+2 de microtúbulos. Las células pueden ser multinucleadas. Las algas rojas tienen paredes celulares dobles. Las paredes externas contienen los polisacáridos agarosa y agaropectina que se puede extraer de las paredes celulares por ebullición para obtener agar. Las paredes internas, adheridas al citoplasma, son en su mayoría de celulosa.

### Ciclo vital

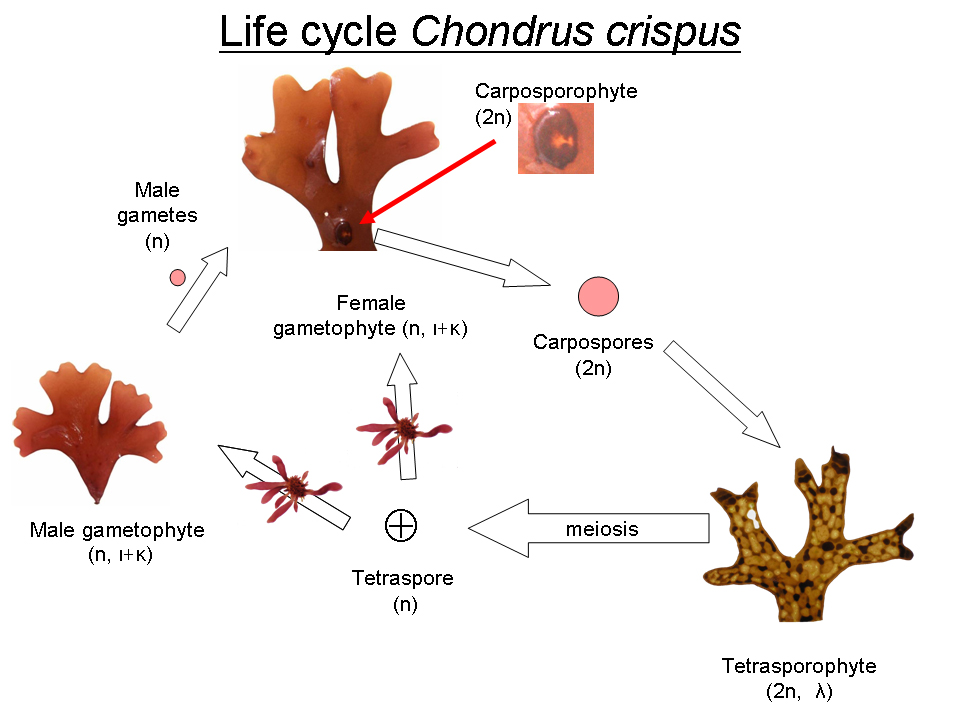
Ciclo de vida trigenético de Chondrus crispus. El gametófito masculino (izq.) produce los gametos masculinos que movidos por las corrientes de agua alcanzan el gametófito femenino. El zigoto se desarrolla en un carposporofito, que sigue viviendo sobre el gametófito femenino. El carposporofito produce carposporas diploides que al germinar dan lugar al tetrasporocito. Por último, el tetrasporocito (der.) produce tetrasporas haploides por meiosis, que al germinar dan lugar a los gametófitos masculinos y femeninos, cerrando el ciclo.

Aunque en algunas especies puede faltar la sexualidad, usualmente presentan alternancia de generaciones, que pueden ser dos o tres. Son organismos en los que predomina la fase haploide, a la que se añaden una o dos fases diploides durante su ciclo vital. La reproducción sexual es por oogamia, con células especializadas, carpogonios y espermacios. Las células que hacen la función de espermatozoides carecen de flagelos y no puede nadar, por lo que son llevadas por las corrientes de agua.
El ciclo vital puede ser de dos tipos:
- Digenético. La alternancia de generaciones comprende un gametófito y un esporófito. El gametófito es la generación dominante y a veces el esporófito es parásito del primero. El gametófito es haploide y desarrolla gametos masculinos y femeninos. El resultado de la fecundación es el esporófito diploide, que a veces sigue viviendo sobre el gametófito. El esporófito a su vez produce esporas haploides, que al germinar dan lugar a nuevos gametófitos. Este tipo de ciclo de vida se da, por ejemplo, en las bangiofíceas.

- Trigenético. La alternancia de generaciones comprende un gametófito, un carposporofito y un tetrasporocito, siendo el carposporofito un parásito del gametófito. Los gametófitos son haploides y producen los gametos masculinos y femeninos. Los gametos masculinos se liberan mientras que los gametos femeninos permanecen fijos al gametófito. Tras la fecundación, el cigoto diploide se desarrolla en un carposporofito, que sigue viviendo sobre el gametófito femenino (alga madre). Las carposporas se liberan y germinan en tetrasporocitos, que suelen tener la misma morfología que los gametófitos, pero son diploides. Los tetrasporocitos liberan esporas haploides que al germinar forman gametófitos, cerrando el ciclo. Este tipo de ciclo de vida se da, por ejemplo, en las florodefíceas.

En la siguiente galería se muestran las tres generaciones de Polysiphonia.

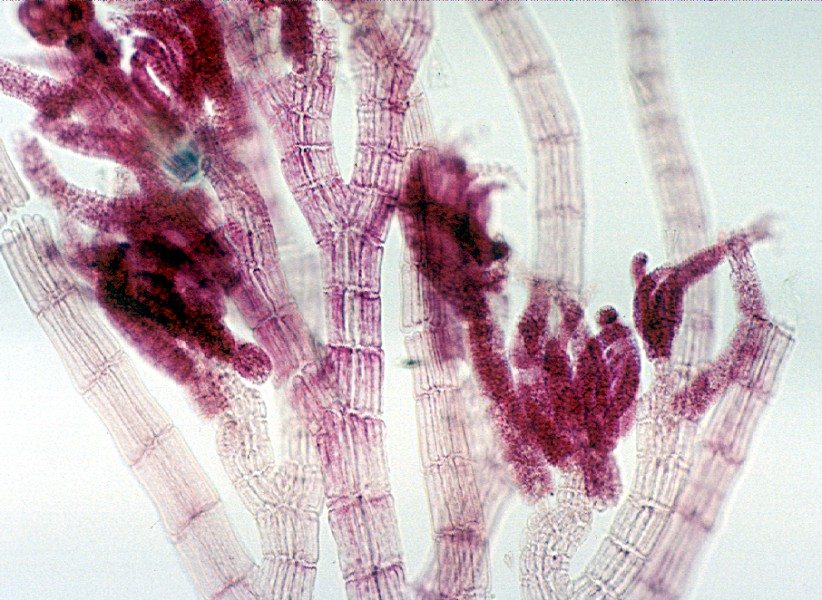
Gametófito masculino
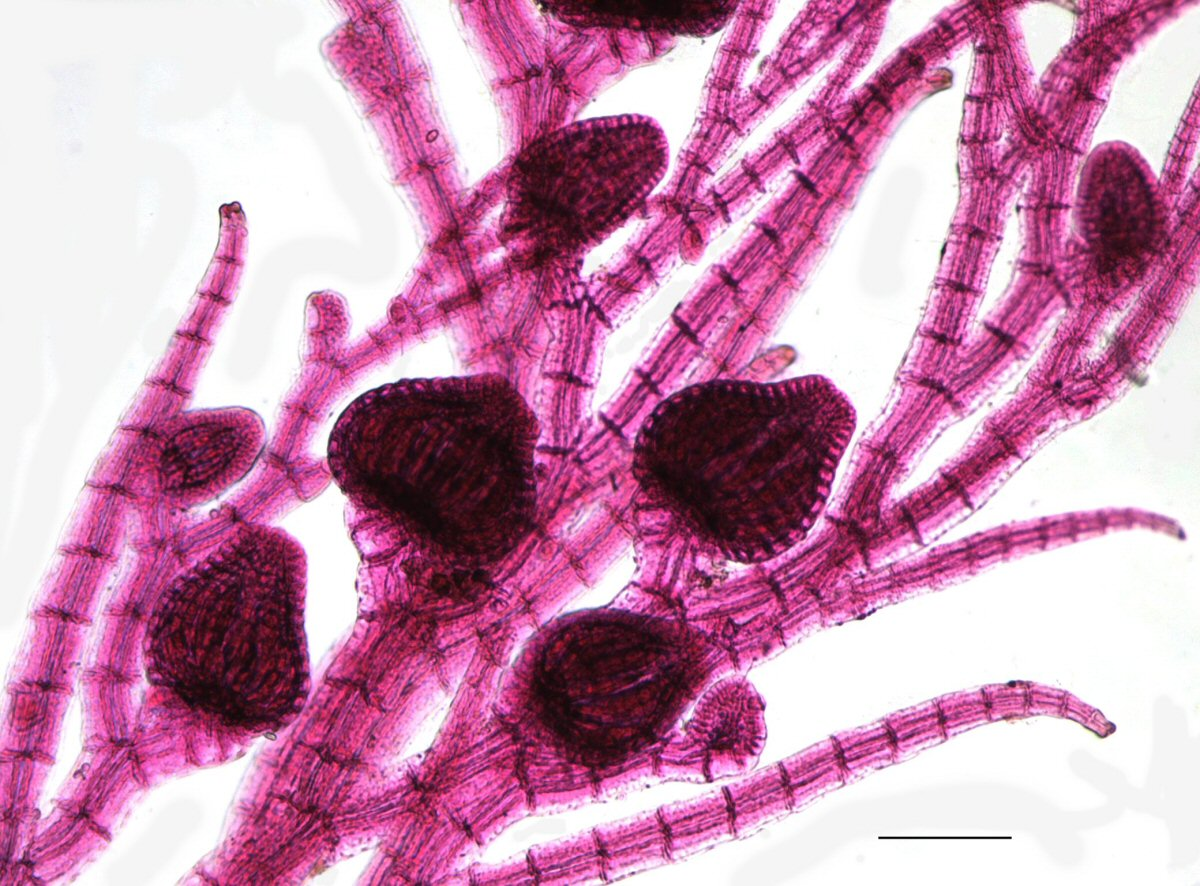
Gametófito femenino
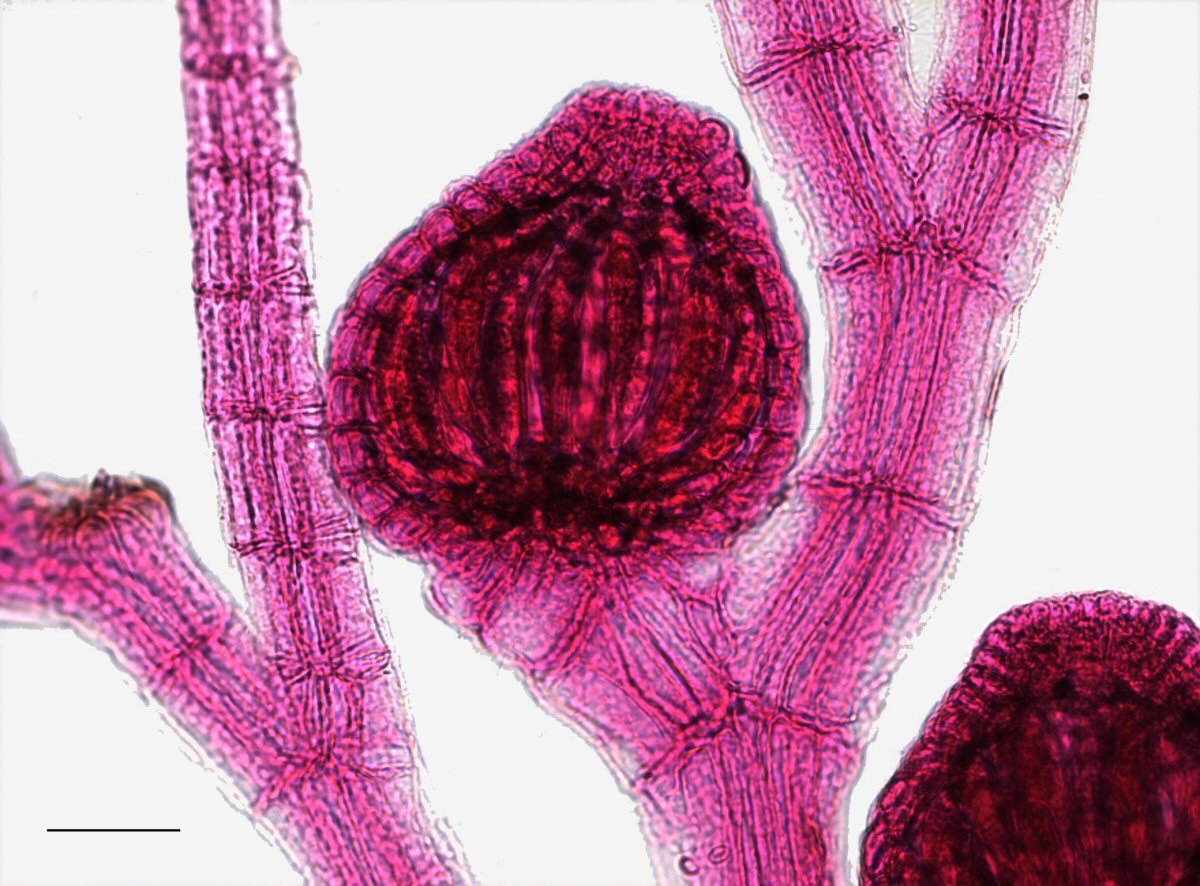
Carposporocito sobre el gametófito femenino
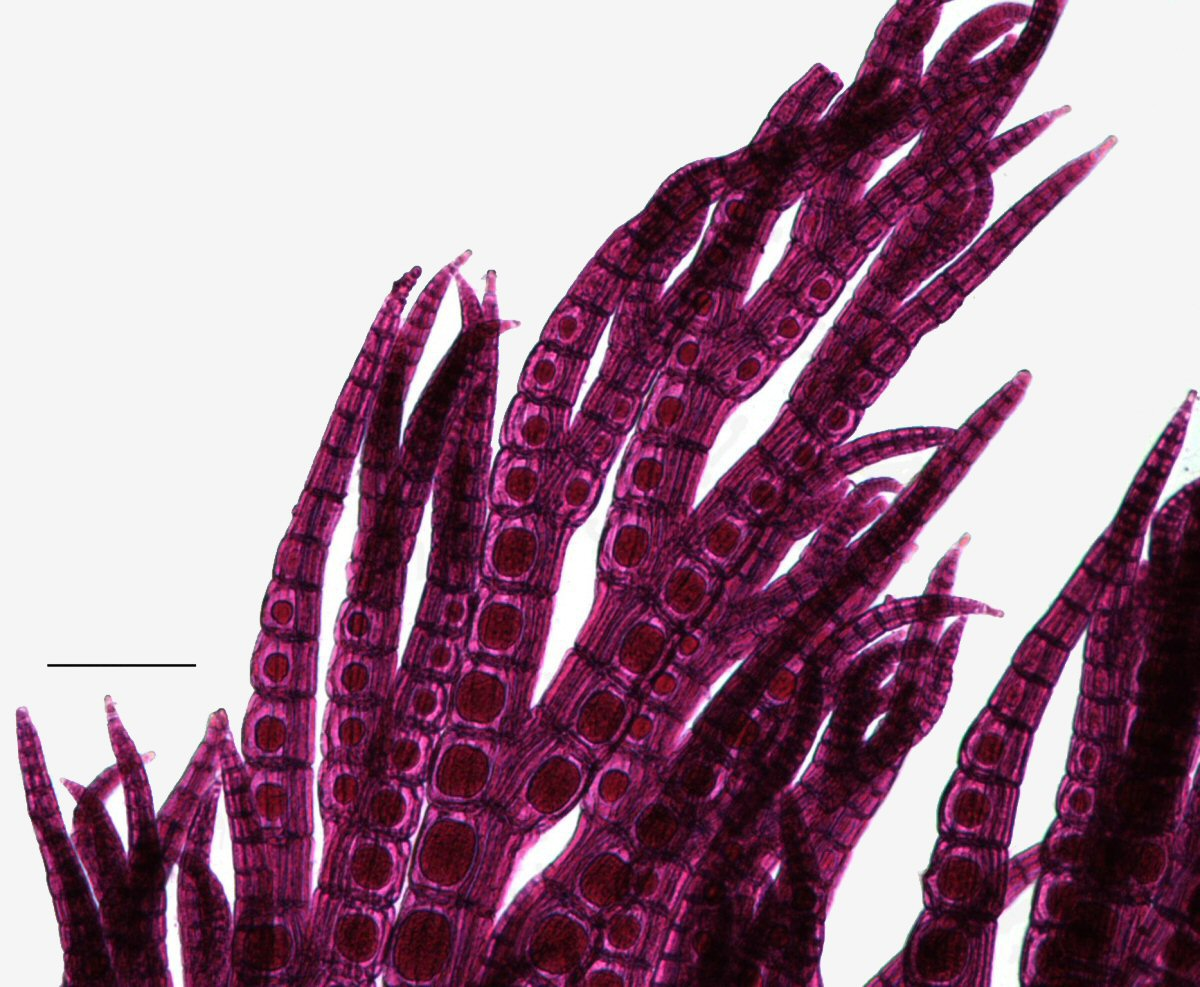
Tetrasporocito

## Taxonomía
Los diversos eucariotas que componen las algas rojas han sido foco de numerosas investigaciones recientes y queda una rica fuente de especies pequeñas aún no descritas por la taxonomía tradicional. Los estudios moleculares ubican a las algas en Archaeplastida (= Primoplantae, Plantae sensu lato); sin embargo, la clasificación supraordinal se ha limitado al debate del nivel clase vs. subclase para los dos subgrupos reconocidos, uno de los cuales es ampliamente reconocido como parafilético. Este limitado foco generalmente ha ocultado en gran medida la necesidad de modificación de la clasificación algal.
Abajo hay dos taxonomías de algas rojas publicadas que son válidas, aunque necesariamente ninguna de las dos tiene que ser usada, ya que la taxonomía algal está todavía en continuo desarrollo. Nótese también que hay un debate científico continuo de si las rodofitas deberían ser incluidas en el reino Protista o en el reino Plantae. Estos dos sistemas de clasificación, en los cuales las algas se ubican en el reino Plantae, son mostrados en la tabla.
| Sistema de clasificación de acuerdo a Hwan Su Yoon et al. 2006 | Sistema de clasificación de acuerdo a Saunders and Hommersand 2004 |
| --- | --- |
| Reino Plantae Haeckel - Phylum Rhodophyta Wettstein - Subphylum Cyanidiophytina subphylum novus - Clase Cyanidiophyceae Merola et al - Subphylum Rhodophytina subphylum novus - Clase Bangiophyceae Wettstein - Clase Compsopogonophyceae Saunders et Hommersand - Clase Florideophyceae Cronquist - Clase Porphyridiophyceae classis nova - Clase Rhodellophyceae Cavalier-Smith - Clase Stylonematophyceae classis nova | Reino Plantae Haeckel - Subreino Rhodoplantae - Phylum Cyanidiophyta - Clase Cyanidiophyceae Merola et al - Phylum Rhodophyta Wettstein - Subphylum Rhodellophytina - Clase Rhodellophyceae Cavalier-Smith - Subphylum Metarhodophytina - Clase Compsopogonophyceae Saunders et Hommersand - Subphylum Eurhodophytina - Clase Bangiophyceae Wettstein - Clase Florideophyceae Cronquist - Subclase Hildenbrandiophycidae - Subclase Nemaliophycidae - Subclase Ahnfeltiophycidae - Subclase Rhodymeniophycidae |

## Galería

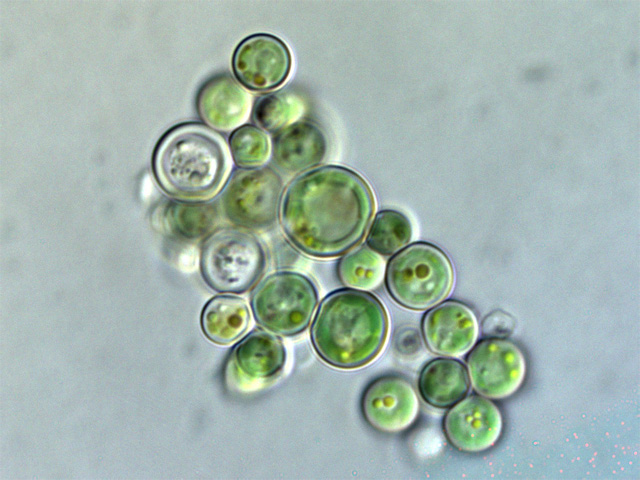
Cyanidium (Cyanidiophyceae)
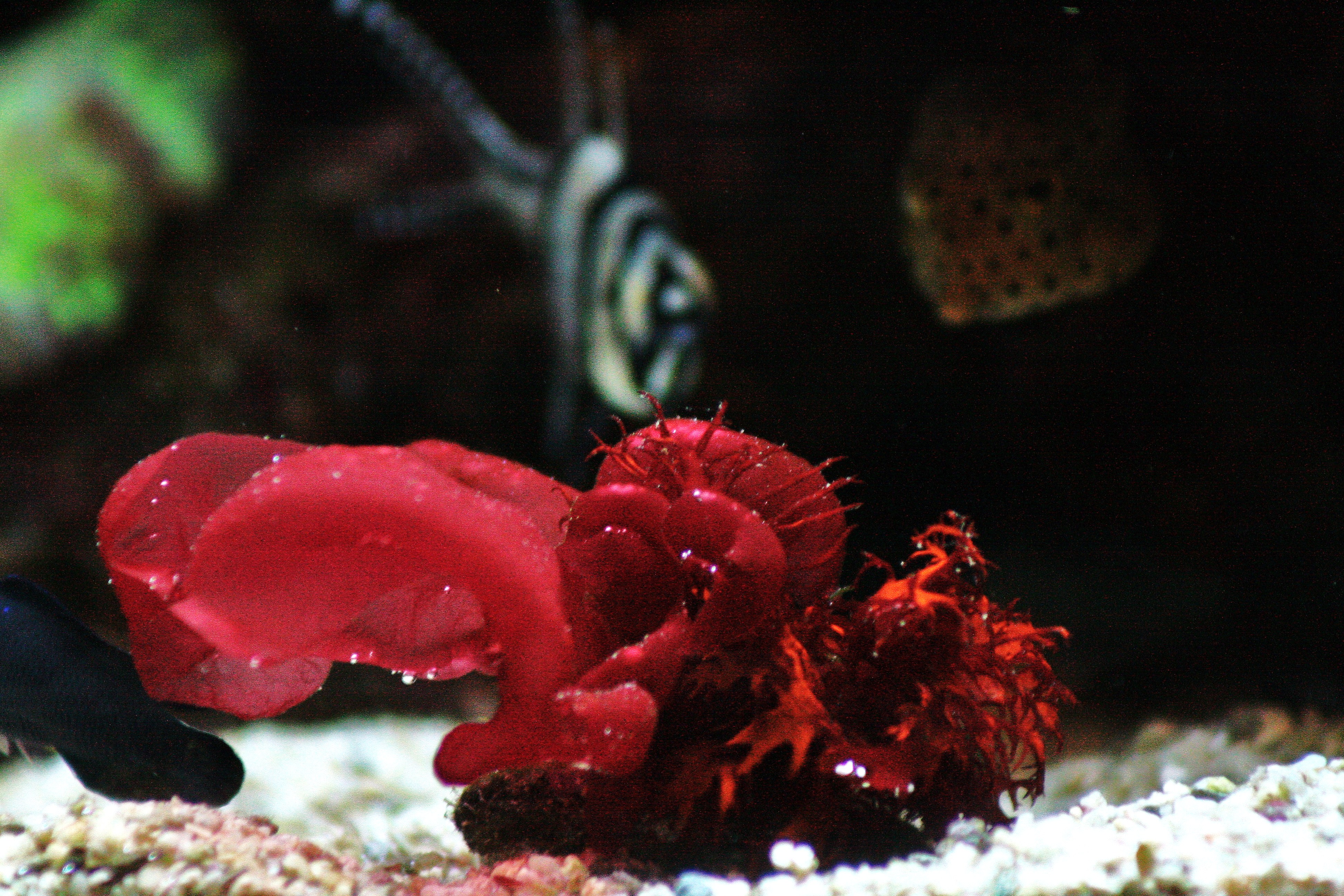
Porphyra haploide y diploide (Bangiophyceae)
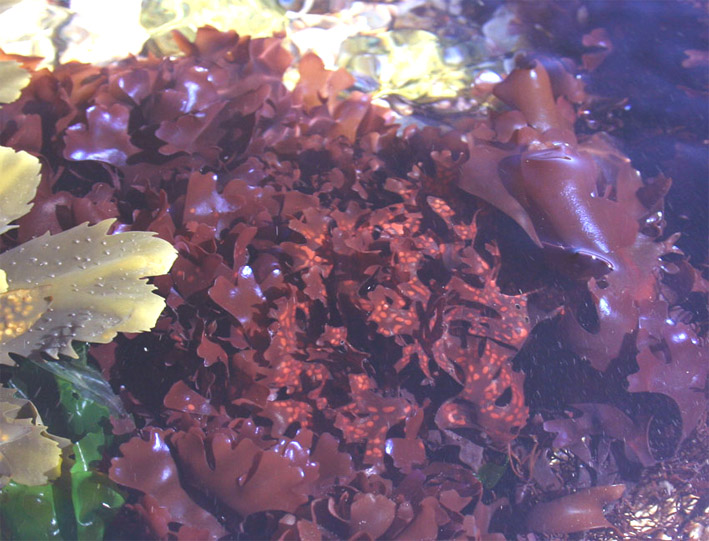
Chondrus crispus (Florideophyceae, orden Gigartinales)
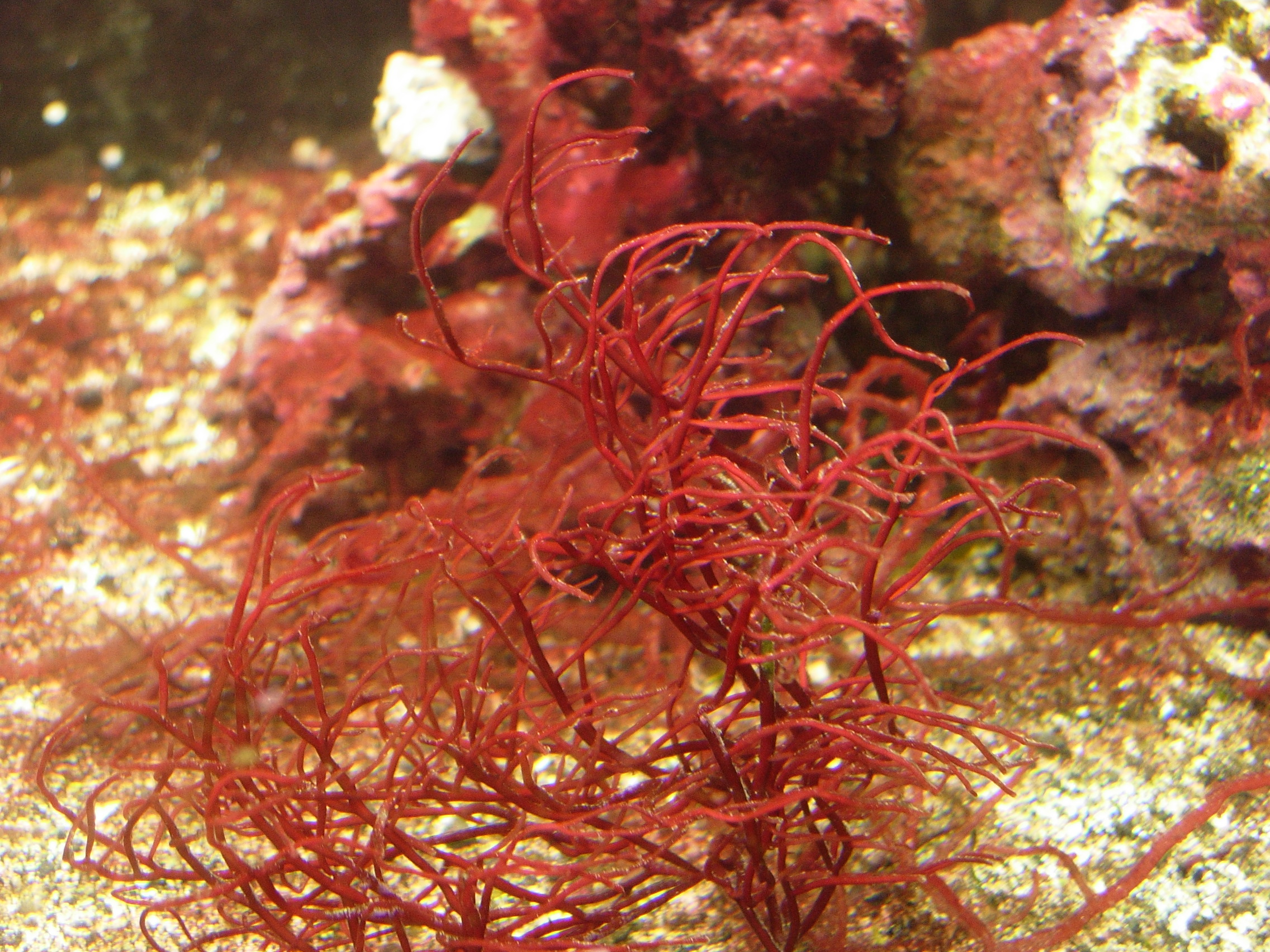
Gracilaria (Florideophyceae, orden Gracilariales)
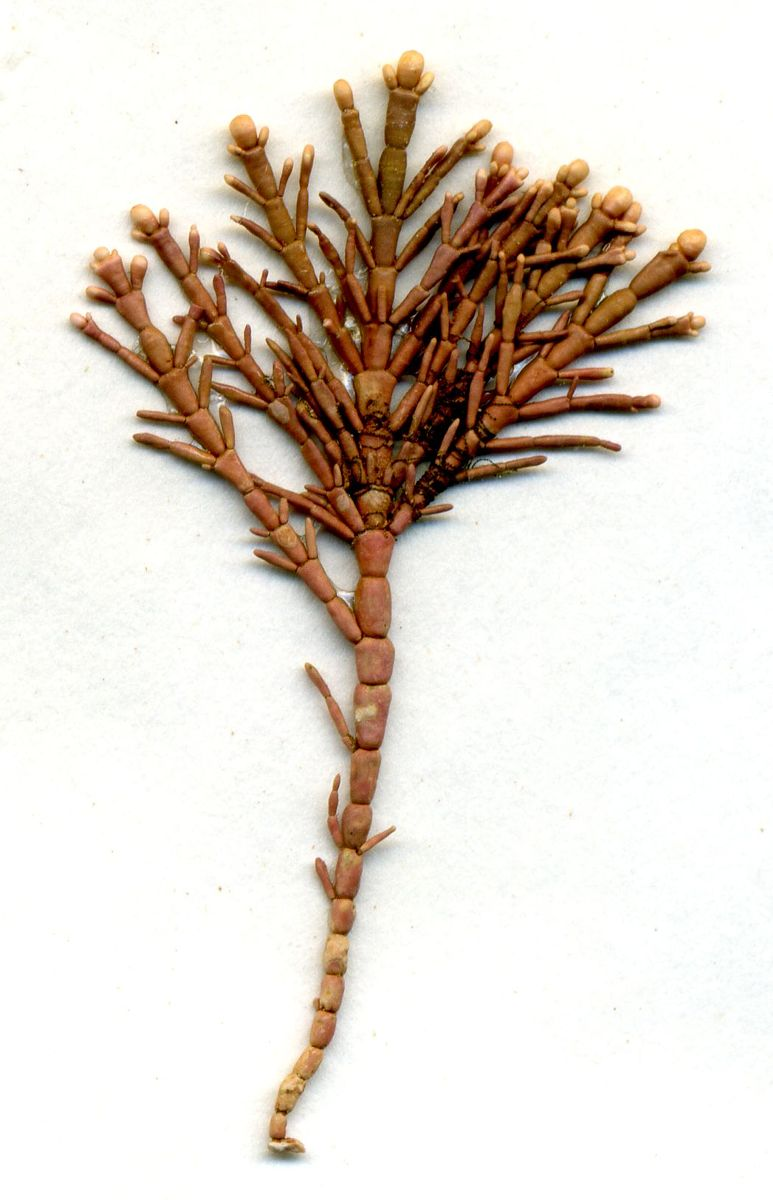
Corallina officinalis Florideophyceae, orden Corallinales)